# Транспорт Болівії
Транспорт Болівії представлений автомобільним , залізничним , повітряним , водним (морським, річковим і озерним)  і трубопровідним , у населених пунктах  та у міжміському сполученні діє громадський транспорт пасажирських перевезень. Площа країни дорівнює 1 098 581 км² (28-ме місце у світі). Форма території країни — відносно компактна, трохи видовжена в меридіональному напрямку; максимальна дистанція з півночі на південь — 1450 км, зі сходу на захід — 1285 км. Географічне положення Болівії дозволяє країні контролювати сухопутні транспортні шляхи між сусідніми південноамериканськими країнами — Бразилією, Перу, Парагваєм і Аргентиною.

## Автомобільний
Загальна довжина автошляхів у Болівії, станом на 2010 рік, дорівнює 80 488 км, з яких 6 850 км із твердим покриттям і 73 638 км без нього (59-те місце у світі).

## Залізничний
Загальна довжина залізничних колій країни, станом на 2014 рік, становила 3 504 км (51-ше місце у світі), з яких 3 504 км вузької 1000-мм колії.

## Повітряний
У країні, станом на 2013 рік, діє 855 аеропортів (7-ме місце у світі), з них 21 із твердим покриттям злітно-посадкових смуг і 834 із ґрунтовим. Аеропорти країни за довжиною злітно-посадкових смуг розподіляються наступним чином (у дужках окремо кількість без твердого покриття):
- довші за 10 тис. футів (>3047 м) — 5 (1);
- від 10 тис. до 8 тис. футів (3047-2438 м) — 4 (4);
- від 8 тис. до 5 тис. футів (2437—1524 м) — 6 (47);
- від 5 тис. до 3 тис. футів (1523—914 м) — 6 (151);
- коротші за 3 тис. футів (<914 м) — 0 (631)[1].

У країні, станом на 2015 рік, зареєстровано 7 авіапідприємств, які оперують 39 повітряними суднами. За 2015 рік загальний пасажирообіг на внутрішніх і міжнародних рейсах становив 2,5 млн осіб. За 2015 рік повітряним транспортом було перевезено 9,45 млн тонно-кілометрів вантажів (без врахування багажу пасажирів).
Болівія є членом Міжнародної організації цивільної авіації (ICAO). Згідно зі статтею 20 Чиказької конвенції про міжнародну цивільну авіацію 1944 року, Міжнародна організація цивільної авіації для повітряних суден країни, станом на 2016 рік, закріпила реєстраційний префікс — CP, заснований на радіопозивних, виділених Міжнародним союзом електрозв'язку (ITU). Аеропорти Болівії мають літерний код ІКАО, що починається з — SL.

## Водний

### Морський
Хоча Болівія втратила вихід до вод Тихого океану в XIX столітті вона має вільний привілейований доступ до морських портів Чилі, Аргентини, Бразилії і річкових пристаней у Парагваї.
Морський торговий флот країни, станом на 2010 рік, складався з 18 морських суден з тоннажем більшим за 1 тис. реєстрових тонн (GRT) кожне (98-ме місце у світі), з яких: балкерів — 1, суховантажів — 14, нафтових танкерів — 1, ролкерів — 2.
Станом на 2010 рік, кількість морських торгових суден, що ходять під прапором країни, але є власністю інших держав — 5 (Сирії — 4, Великої Британії — 1).

### Річковий
Загальна довжина судноплавних ділянок річок і водних шляхів, доступних для суден з дедвейтом понад 500 тонн, 2012 року становила 10 000 км (13-те місце у світі). Водні транспортні артерії країни розташовуються лише на півночому сході. Судноплавство можливе також акваторією високогірних озер Тітікака й Поопо.
Головні річкові порти країни: Пуерто-Агірре на річці Парагвай.

## Трубопровідний
Загальна довжина газогонів у Болівії, станом на 2013 рік, становила 5 457 км; трубопроводів зрідженого газу — 51 км; нафтогонів — 2 511 км; продуктогонів — 1 627 км.

## Державне управління
Держава здійснює управління транспортною інфраструктурою країни через міністерство зв'язку. Станом на 1 лютого 2017 року міністерство в уряді Хуана Ево Моралеса Айми очолювала Гізела Лопес Рівас.

### Українською
- Атлас. 10-11 клас. Економічна і соціальна географія світу / упорядники :  О. Я. Скуратович, Н. І. Чанцева. — К. : ДНВП «Картографія», 2010. — ISBN 978-966-475-639-3.
- Атлас світу / голов. ред. І. С. Руденко ; зав. ред. В. В. Радченко ; відп. ред. О. В. Вакуленко. — К. : ДНВП «Картографія», 2005. — 336 с. — ISBN 9666315467.
- Безуглий В. В. Економічна і соціальна географія зарубіжних країн : Навчальний посібник. — К. : ВЦ «Академія», 2007. — 704 с. — ISBN 978-966-580-239-6.
- Безуглий В. В., Козинець С. В. Регіональна економічна і соціальна географія світу : Навчальний посібник. — видання 2-ге, доп., перероб. — К. : ВЦ «Академія», 2007. — 688 с. — ISBN 966-580-144-9.
- Головченко В., Кравчук О. Країнознавство: Азія, Африка, Латинська Америка, Австралія і Океанія. — К., 2006. — 335 с. — ISBN 966-8939-04-2.
- Дахно І. І. Країни світу: Енциклопедичний довідник / І. І. Дахно, С. М. Тимофієв. — К. : Мапа, 2011. — 606 с. — (Бібліотека нового українця) — ISBN 978-966-8804-23-6.
- Дахно І. І. Економічна географія зарубіжних країн : навчальний посібник. — К. : Центр учбової літератури, 2014. — 319 с. — ISBN 978-611-01-0682-5.
- Дорошенко В. І. Географія транспорту : Навчальний посібник / В. І. Дорошенко, К. Д. Діденко. — К. : Київський нац. ун-т ім. Т. Шевченка, 2010. — 183 с. — ISBN 978-966-439-329-1.
- Дубович І. А. Країнознавчий словник-довідник. — 5-те вид., перероб. і доп. — К. : Знання, 2008. — 839 с. — ISBN 978-966-346-330-8.
- Економічна і соціальна географія країн світу : Навчальний посібник / За ред. С. П. Кузика. — Л. : Світ, 2002. — 672 с. — ISBN 966-603-178-7.
- Зарубіжна транспортна географія : навчальний посібник / уклад. : Петрашевський О. Л. и др. — К. : Національний транспортний університет, 2015. — 95 с. — ISBN 978-966-632-227-5.
- Книш М. М., Мамчур О. І. Регіональна економічна і соціальна географія світу (Латинська Америка та Карибські країни, Африка, Азія, Океанія) : навч. посіб. — Л. : ЛНУ ім. Івана Франка, 2013. — 368 с. — ISBN 978-617-10-0007-0.
- Кузик С. П., Книш М. М. Економічна і соціальна географія країн Америки : навч. посіб. — Л. : ЛНУ ім. Івана Франка, 1999. — 299 с. — ISBN 966-613-026-2.
- Юрківський В. М. Регіональна економічна і соціальна географія. Зарубіжні країни : Підручник. — К. : Либідь, 2001. — 416 с. — ISBN 966-06-0092-5.

### Англійською
- (англ.) Modern Transport Geography / Hoyle, B. and R. Knowles (eds). — Second Edition,. — London : Wiley, 1998.
- (англ.) Rodrigue, J-P. The Geography of Transport Systems. — Fourth Edition. — N. Y. : Routledge, 2017. — 440 с. — ISBN 978-1138669574.
- (англ.) Taaffe E. J., Gauthier H. L. and O'Kelly M. E. Geography of transportation. — Second Edition. — N. Y. : Prentice Hall, 1996. — ISBN 0-13-368572-1.
- (англ.) Black, W. Transportation: A Geographical Analysis. — N. Y. : Guilford, 2003.

### Російською
- (рос.) Боливия // Латинская Америка. Энциклопедический справочник [в 2-х тт.] / Главный редактор В. В. Вольский. — М. : Советская энциклопедия, 1979. — Т. 1. А-К. — С. 334.
- (рос.) Максаковский В. П. Географическая картина мира. Книга I: Общая характеристика мира. — М. : Дрофа, 2008. — 495 с. — ISBN 978-5-358-05275-8.
- (рос.) Максаковский В. П. Географическая картина мира. Книга II: Региональная характеристика мира. — М. : Дрофа, 2009. — 480 с. — ISBN 978-5-358-06280-1.
- (рос.) Физико-географический атлас мира. — М. : Академия наук СССР и главное управление геодезии и картографии ГГК СССР, 1964. — 298 с.
- (рос.) Шаповал Н. С. Транспортная география и транспортные системы мира : учебное пособие. — К. : Центр учбової літератури, 2006. — 188 с. — ISBN 000-0000-00-4.
- (рос.) Экономическая, социальная и политическая география мира. Регионы и страны / под ред. С. Б. Лаврова, Н. В. Каледина. — М. : Гардарики, 2002. — 928 с. — ISBN 5-8297-0039-5.
- (рос.) Энциклопедия стран мира / глав. ред. Н. А. Симония. — М. : НПО «Экономика» РАН, отделение общественных наук, 2004. — 1319 с. — ISBN 5-282-02318-0.